# Sext Eli Catus
Sext Eli Catus (en llatí: Sextus Aelius Catus) va ser un magistrat romà de començaments del segle I. Era probablement fill del jurista Quint Eli Tuberó, que va ser cònsol l'any 11 aC. Formava part de la gens Èlia, i portava el cognom de Catus tal vegada perquè descendia de Sext Eli Petus Catus.
L'any 4 va ser nomenat cònsol juntament amb Gai Senti Saturní, any en què va ser aprovada la llei Èlia Sèntia, que regulava la manumissió dels esclaus. El 30 de juny d'aquell any va ser substituït en el consolat per Gneu Senti Saturní. Aquell any es van rebel·lar els getes, que vivien més enllà del Danubi, i Eli Catus els va traslladar a Tràcia. Segons Estrabó va deportar uns 50.000 getes. Va ser també procònsol a Macedònia els anys 2, 3 i 11, i legat imperial a Mèsia.
Eli Cat va ser el pare d'Èlia Petina, casada l'any 28 amb Claudi per ordre de Tiberi. Va ser la seva segona esposa i va tenir amb Claudi una filla, Antònia.